# Một vợ một chồng
Đơn phối ngẫu / Một vợ một chồng là một hình thức của mối quan hệ tình cảm trong đó một cá nhân chỉ có một đối tác trong suốt cuộc đời của họ hoặc chỉ có một đối tác tại một thời điểm. Đối lập với nó là các mối quan hệ không một vợ một chồng (ví dụ, chế độ đa phu thê hay đa bạn tình). Thuật ngữ này cũng được áp dụng cho hành vi xã hội của một số loài động vật, đề cập đến tình trạng chỉ có một người bạn đời tại một thời điểm.

## Tần suất ở người

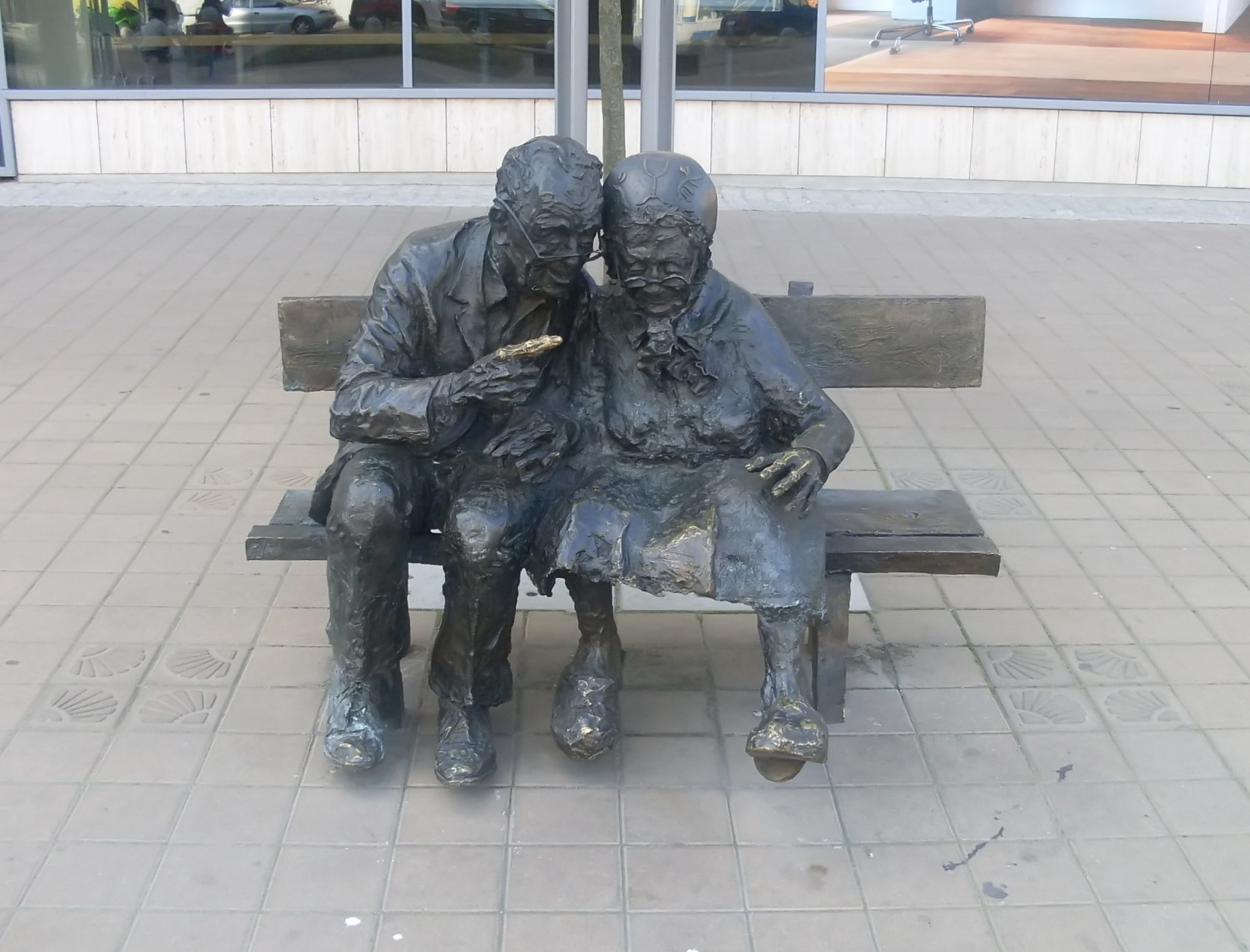
Tác phẩm điêu khắc bằng đồng mô tả một cặp vợ chồng già Kashubian nằm ở quảng trường Kaszubski, Gdynia, Ba Lan, để tưởng nhớ sự chung thủy một vợ một chồng của họ, qua thời gian ly thân, trong khi ông tạm thời làm việc tại Hoa Kỳ.

### Tỷ lệ phân phối của chế độ một vợ một chồng
Theo Ethnographic Atlas của George P. Murdock, trong số 1.231 xã hội từ khắp nơi trên thế giới ghi nhận, 186 là một vợ một chồng; 453 thỉnh thoảng có đa thê; 588 có đa thê thường xuyên; và 4 xã hội có đa phu. Tuy nhiên, điều này không tính đến dân số tương đối của mỗi xã hội được nghiên cứu, và thực tế đa phu thê trong một xã hội khoan dung có thể thực sự thấp, với phần lớn những người đa phu thê khao khát thực hành hôn nhân một vợ một chồng.
Do đó, ly hôn và tái hôn có thể dẫn đến "chế độ một vợ một chồng", tức là nhiều cuộc hôn nhân nhưng chỉ có một người phối ngẫu hợp pháp tại một thời điểm. Điều này có thể được hiểu là một hình thức giao phối theo số nhiều, cũng như những xã hội bị chi phối bởi các gia đình có nữ giới làm lãnh đạo ở Caribbean, Mauritius và Brazil, nơi thường xuyên có sự luân chuyển của các đối tác chưa kết hôn. Tổng cộng, những hình thức quan hệ này chiếm 16 đến 24% trong danh mục "một vợ một chồng".

### Tỷ lệ tình dục một vợ một chồng
Tỷ lệ tình dục một vợ một chồng có thể được ước tính đại khái là tỷ lệ phần trăm của những người kết hôn không tham gia vào quan hệ tình dục ngoài hôn nhân. Mẫu đa văn hóa tiêu chuẩn mô tả số lượng quan hệ tình dục ngoài hôn nhân của nam và nữ trong hơn 50 nền văn hóa tiền công nghiệp. Số lượng quan hệ tình dục ngoài hôn nhân của nam giới được mô tả là "phổ quát" trong 6 nền văn hóa, "ôn hòa" trong 29 nền văn hóa, "thỉnh thoảng" trong 6 nền văn hóa và "không phổ biến" trong 10 nền văn hóa. Số lượng quan hệ tình dục ngoài hôn nhân của phụ nữ được mô tả là "phổ quát" trong 6 nền văn hóa, "vừa phải" trong 23 nền văn hóa, "thỉnh thoảng" trong 9 nền văn hóa và "không phổ biến" trong 15 nền văn hóa.
Các khảo sát được thực hiện ở các quốc gia ngoài phương Tây (2001) cũng tìm thấy sự khác biệt về văn hóa và giới tính trong quan hệ tình dục ngoài hôn nhân. Một nghiên cứu về hành vi tình dục ở Thái Lan, Tanzania và Côte d'Ivoire cho thấy khoảng 16-34% nam giới quan hệ tình dục ngoài hôn nhân trong khi tỷ lệ phụ nữ tham gia quan hệ tình dục ngoài hôn nhân nhỏ hơn nhiều. Các nghiên cứu ở Nigeria đã tìm thấy khoảng 47-53% nam giới và 18-36% phụ nữ tham gia vào quan hệ tình dục ngoài hôn nhân. Một cuộc khảo sát năm 1999 về các cặp vợ chồng kết hôn và sống thử ở Zimbabwe báo cáo rằng 38% nam giới và 13% phụ nữ có quan hệ tình dục ngoài hôn nhân trong vòng 12 tháng qua.